# Gmina Wyznaniowa Żydowska w Szczecinie
Gmina Wyznaniowa Żydowska w Szczecinie – gmina żydowska z siedzibą w Szczecinie, będąca członkiem Związku Gmin Wyznaniowych Żydowskich w RP. Swoim zasięgiem obejmuje teren północno-zachodniej Polski.

## Historia
Gmina powstała w 1993, z przekształcenia istniejącej w latach 1946–1993 Kongregacji Wyznania Mojżeszowego w Szczecinie w Gminę Wyznaniową Żydowską. W 2007 należało do niej 62 osoby, natomiast w 2021 zrzeszała 48 członków.
Gmina posiada we własnej siedzibie czynny dom modlitwy, w którym nabożeństwa celebrowane są we wszystkie szabaty oraz święta. Ponadto znajdują się tam także biura oraz kuchnia koszerna wraz ze stołówką, która w 2007 wydawała dziennie około 30 obiadów.

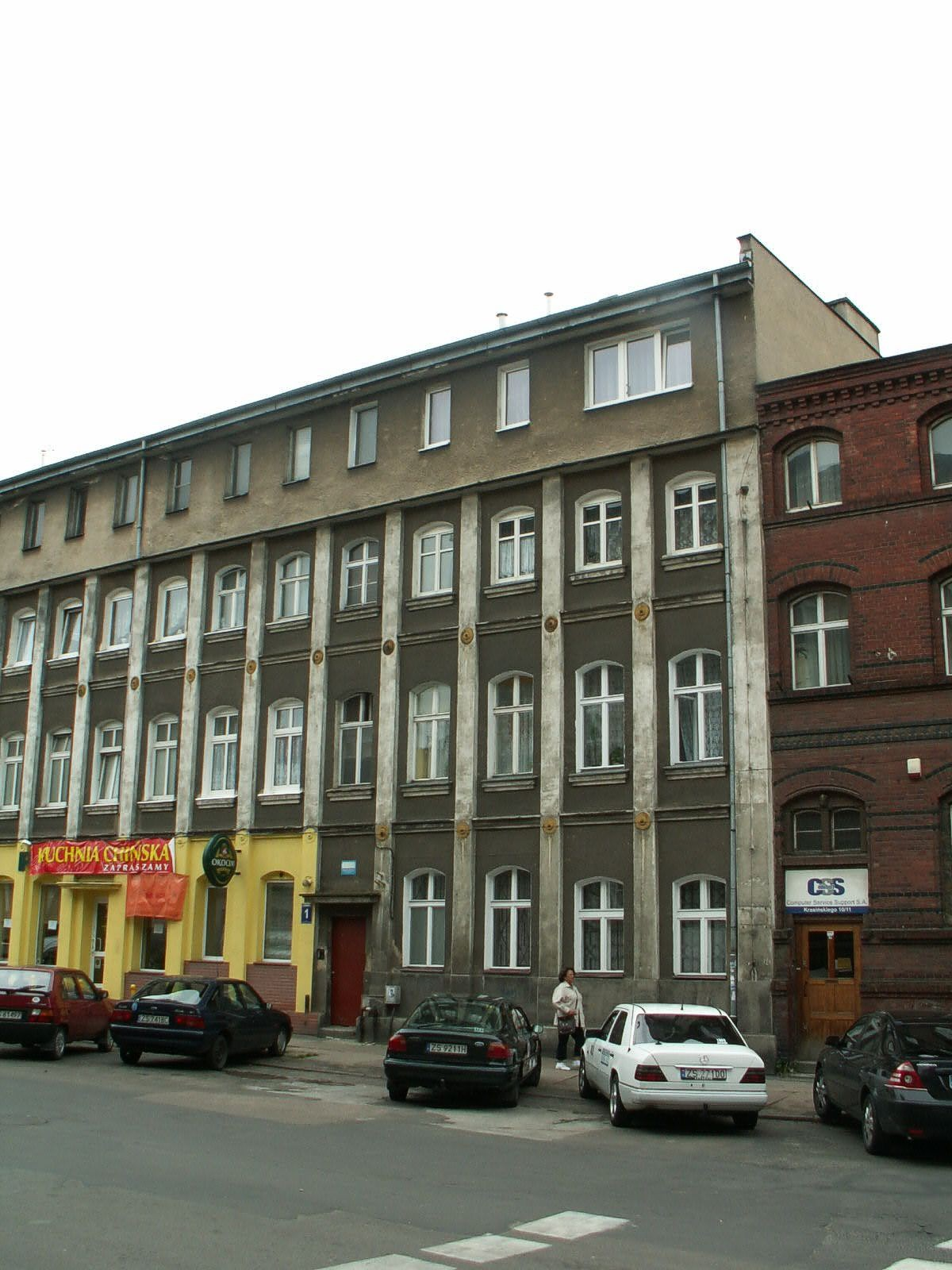
Siedziba gminy

Na terenie Cmentarza Centralnego w Szczecinie znajduje się czynna żydowska kwatera grzebalna.

## Zarząd
- Przewodniczący: Mikołaj Rozen (od 2000)
- Członkowie Zarządu: Markus Fajer, Leon Tarasiejski, Ewa Sawicka-Niemiec, Chaim Sucholicki
- Dawni przewodniczący: Michał Buchwajc (1993–2000), Szlomo Brzoza (2000)